# Hrabstwo Bartow
Hrabstwo Bartow (ang. Bartow County) – hrabstwo w stanie Georgia w Stanach Zjednoczonych. Jego siedzibą administracyjną jest Cartersville. Jest najbardziej wysuniętym na północny–zachód hrabstwem obszaru metropolitalnego Atlanty.

## Geografia
Według spisu z 2000 r. obszar całkowity hrabstwa obejmuje powierzchnię 470,11 mil2 (1217,58 km²), z czego 459,43 mil2 (1189,92 km²) stanowią lądy, a 10,69 mil2 (27,69 km²) stanowią wody.

### Sąsiednie hrabstwa
- Hrabstwo Gordon (północ)
- Hrabstwo Pickens (północny wschód)
- Hrabstwo Cherokee (wschód)
- Hrabstwo Cobb (południowy wschód)
- Hrabstwo Paulding (południe)
- Hrabstwo Polk (południowy zachód)
- Hrabstwo Floyd (zachód)

### Miejscowości
- Adairsville
- Cartersville
- Emerson
- Euharlee
- Kingston
- Taylorsville
- White

## Demografia
Według spisu w 2020 roku liczy 108,9 tys. mieszkańców, co oznacza wzrost o 8,7% od poprzedniego spisu z roku 2010. Według danych z 2020 roku, 81,6% populacji stanowili biali (75,8% nie licząc Latynosów), następnie 10% to byli czarnoskórzy lub Afroamerykanie, 4,2% było rasy mieszanej, 0,9% Azjaci, 0,14% to rdzenna ludność Ameryki i 0,06% pochodziło z wysp Pacyfiku. Latynosi stanowili 8,9% populacji.
Poza osobami pochodzenia afroamerykańskiego do największych grup należały osoby pochodzenia „amerykańskiego” (18,9%), irlandzkiego (9,6%), angielskiego (8,9%), niemieckiego (7,8%), meksykańskiego (6,2%), szkockiego lub szkocko–irlandzkiego (3,9%) i włoskiego (3,3%).

## Religia
W 2020 roku pod względem członkostwa do największych grup religijnych należały: Południowa Konwencja Baptystyczna (21,3 tys.), Zjednoczony Kościół Metodystyczny (6 tys.), bezdenominacyjne zbory ewangelikalne (5,6 tys.), Kościół katolicki (4,5 tys. – 4,2%) i Kościół Boży (3,6 tys.). Największe niechrześcijańskie grupy obejmowały islam (1,4 tys.) i świadków Jehowy (1,3 tys.).

## Polityka
Hrabstwo jest silnie republikańskie, gdzie w wyborach prezydenckich w 2020 roku, 74,6% głosów otrzymał Donald Trump i 23,9% przypadło dla Joe Bidena.

## Galeria

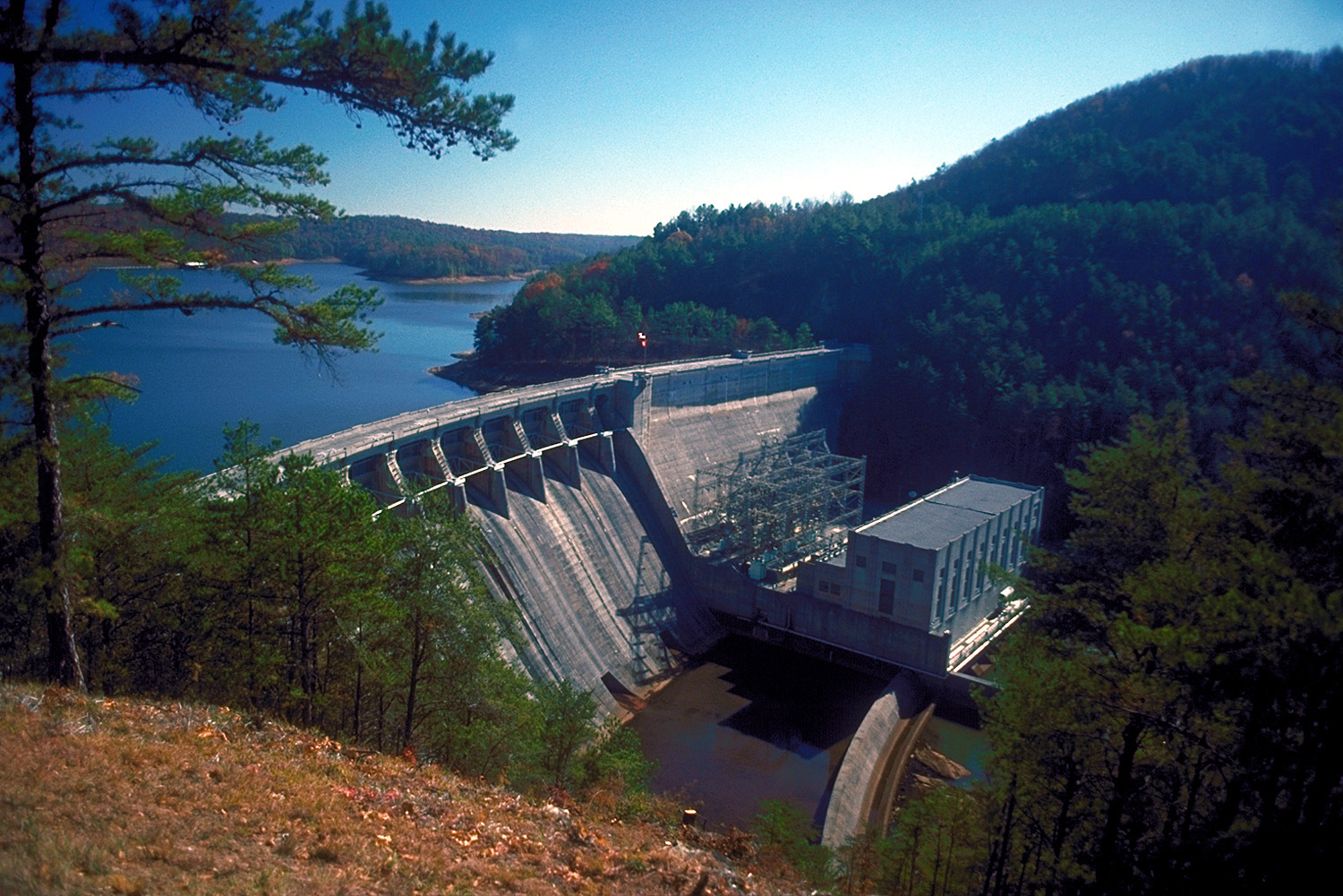
Tama i jezioro Allatoona na rzece Etowah
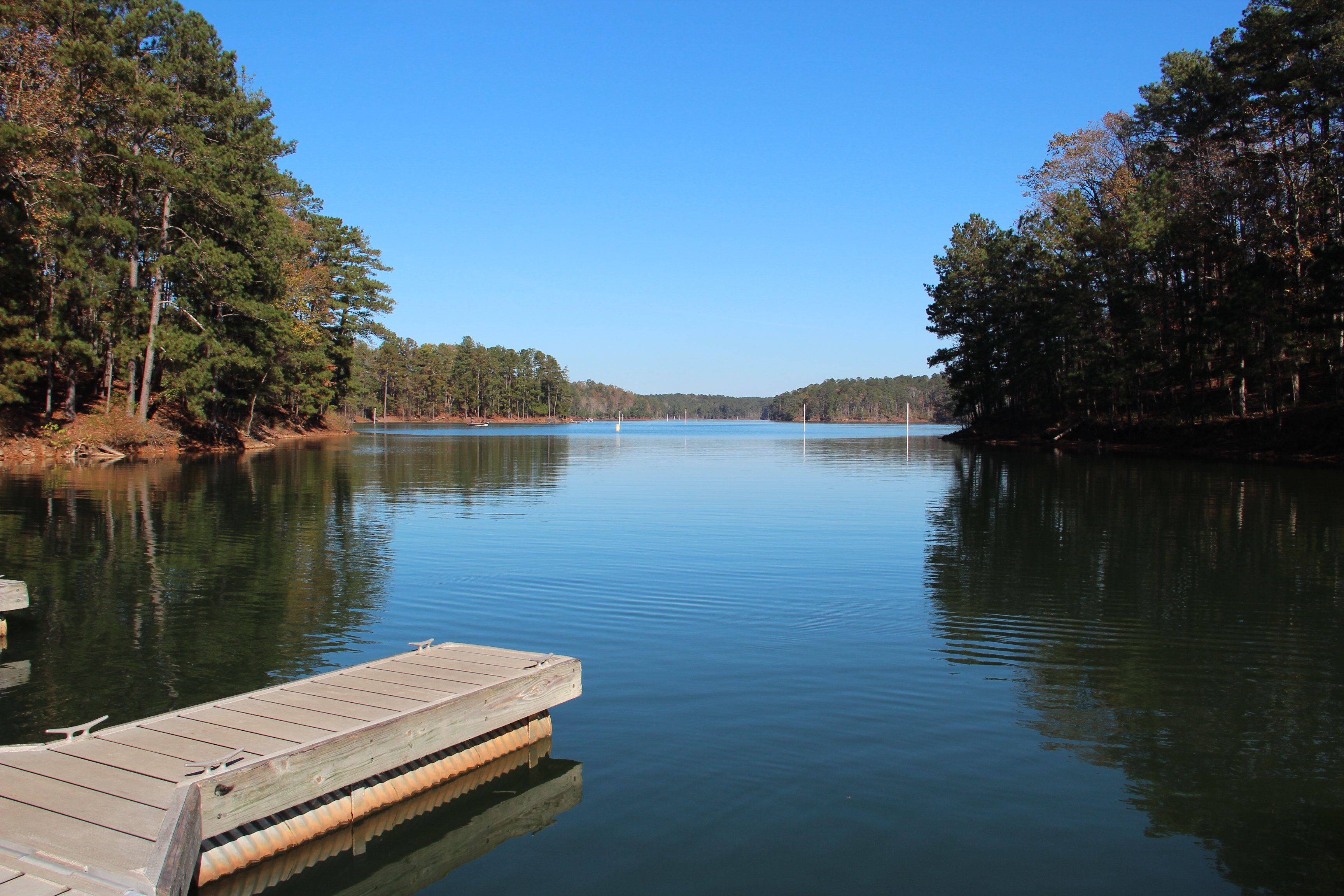
Jezioro Allatoona
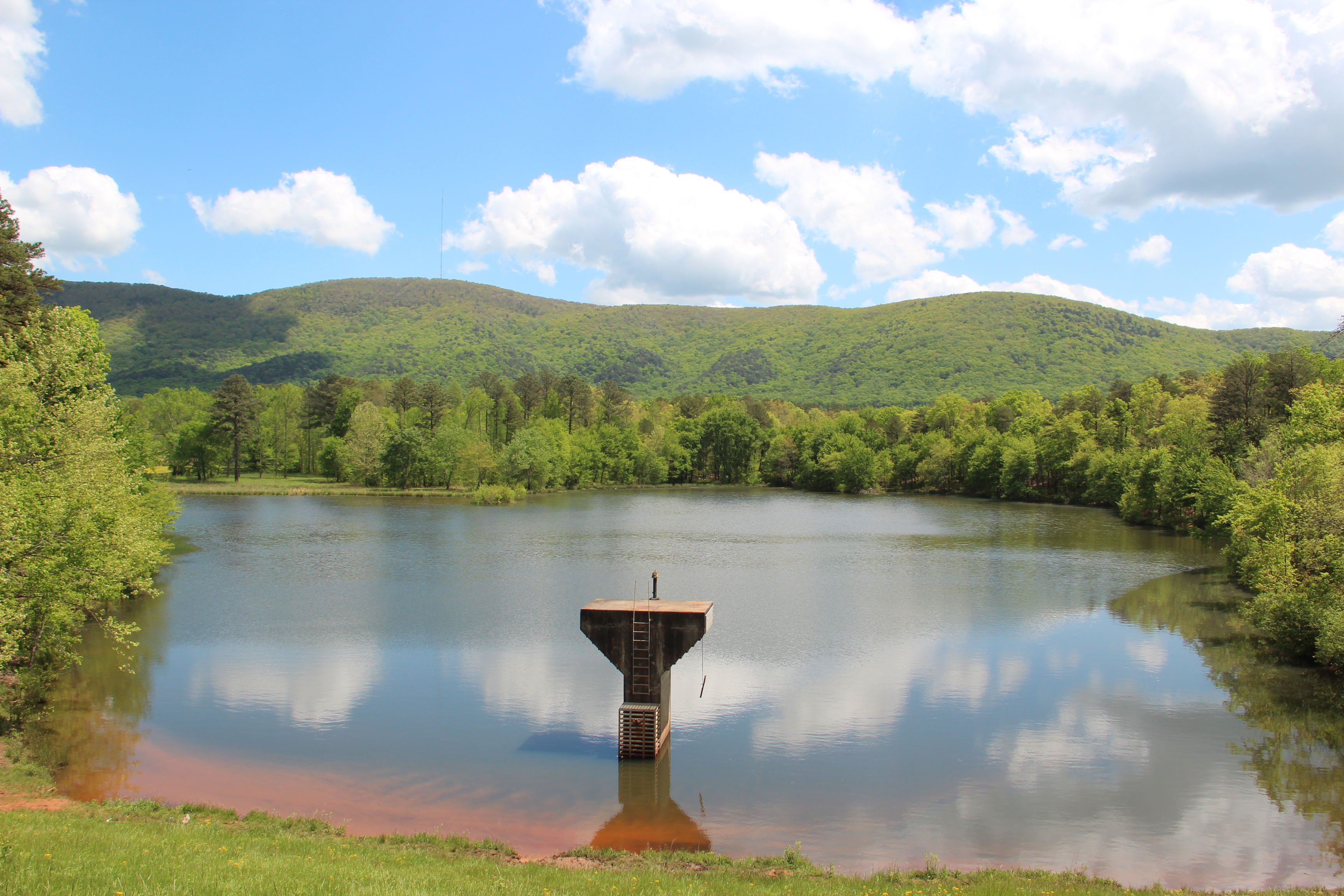
Jezioro Neel
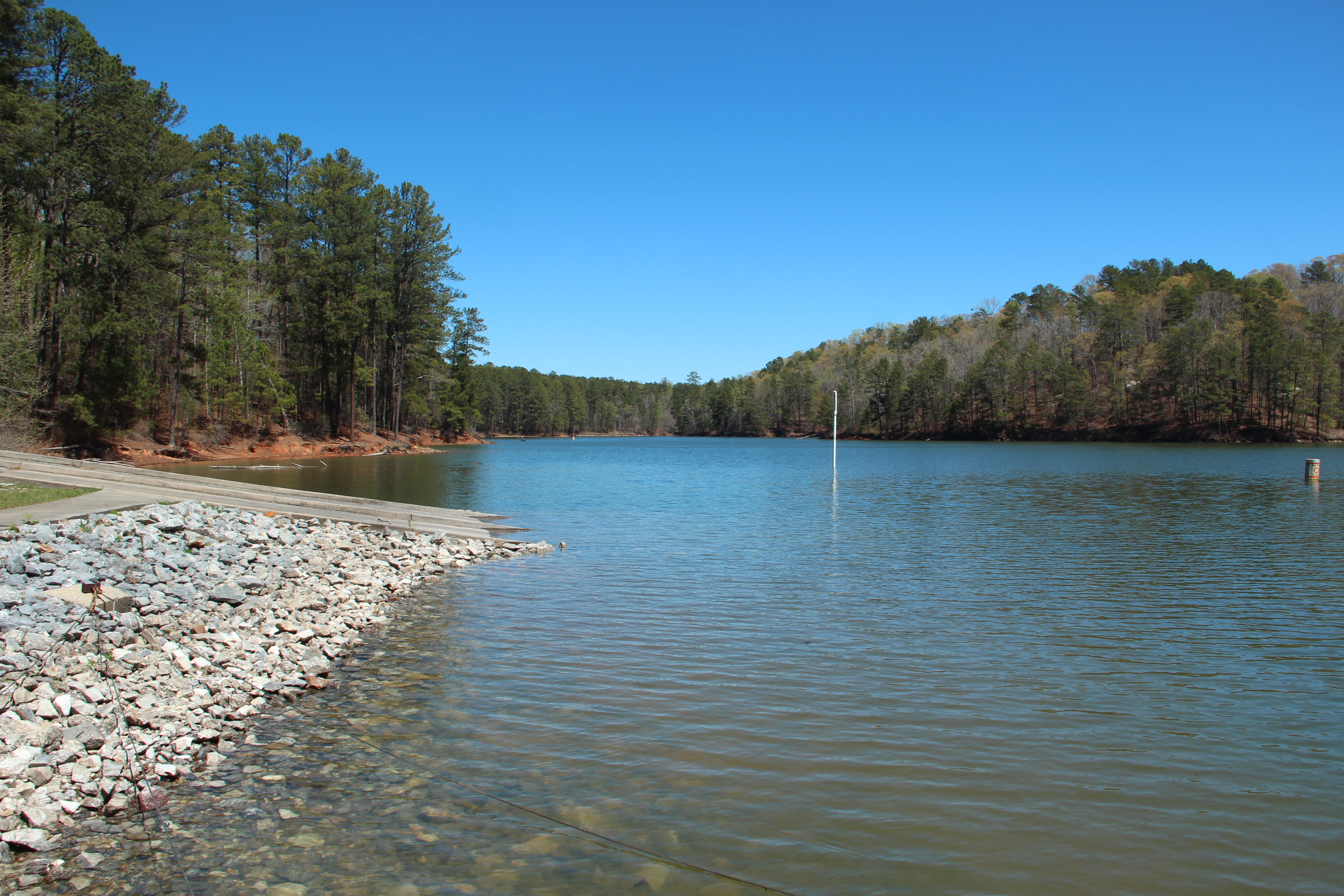
Stamp Creek